# Dogman (película de 2018)
Dogman es una película italiana de 2018 de género dramático dirigida por Matteo Garrone. Se estrenó en el Festival de Cannes, donde compitió por la Palma de Oro y Marcello Fonte ganó el premio del festival al mejor actor. Fue seleccionada para representar a Italia en la categoría de mejor película de habla no inglesa de los premios Óscar, pero no fue nominada.
La película está inspirada en el conocido «delitto del Canaro», el homicidio del criminal y boxeador amateur Giancarlo Ricci, acontecido en 1988 en Roma, a manos de Pietro De Negri, conocido como «Er Canaro». Sin embargo, con el transcurso del filme, la trama se aleja de los hechos reales.

## Trama
Marcello es un tranquilo peluquero de perros que vive en el barrio de la Magliana en Roma. Su vida está dedicada a su trabajo, su hija Alida y su pacífica relación con sus vecinos. Sin embargo, también trafica cocaína para ganar dinero extra; esto lo conduce a una turbia amistad con Simone, un violento exboxeador que aterroriza al barrio con actos de violencia y robos.
Un día, Simone descubre que una de las paredes del negocio de Marcello se ubica al lado de una tienda de joyas, y le sugiere hacer un agujero a través de la pared para saquear la tienda. Marcello se niega a hacerlo porque no quiere arruinar su relación de amistad con los vecinos. Al final Simone lo obliga a darle la llave de su negocio para poder entrar por la noche y robar la tienda de al lado. Simone efectúa el robo y deja evidencias que delatan la participación de Marcello. Una vez en la comisaría Marcello debe decidir si delatar a Simone o ir a la cárcel, decide ir a prisión.
Un año después, Marcello sale de la prisión. Ahora todos sus vecinos lo culpan por el robo y se apartan de él. Simone, sin darle las gracias, ha gastado todo el dinero —incluyendo la parte de Marcello— y se ha comprado una motocicleta. Ahora Marcello es menos sumiso y después que Simone se niega a darle su parte, daña la motocicleta de Simone. Al día siguiente, Simone lo golpea y lo humilla frente a todos los vecinos, y así Marcello empieza a planear su venganza.
Un par de días después, Marcello se acerca a Simone diciéndole que conoce a unos vendedores de drogas y que se reunirá con ellos en su tienda. Le propone a Simone un plan para robarles. Una vez en el negocio, Marcello le dice a Simone que se esconda dentro de una jaula. Después de negarse, Simone entra en la jaula y es encerrado por Marcello. Furioso, Simone logra escapar y Marcello lo deja inconsciente golpeándolo con una barra de metal. Simone despierta y trata de ahorcarlo y mientras intenta liberarse, Marcello lo cuelga con una cadena que lo estrangula. Para deshacerse del cuerpo, Marcello conduce a Simone a un campo y trata de quemarlo; vuelve al barrio para decirle a todos lo que había acabado de hacer, pero lo ignoran. Marcello vuelve, apaga el fuego y carga el cadáver como evidencia, pero todo el mundo ha desaparecido y se encuentra solo junto a su perro.

## Reparto
- Marcello Fonte como Marcello
- Edoardo Pesce como Simone
- Alida Baldari Calabria como Alida
- Nunzia Schiano como la madre de Simone
- Adamo Dionisi como Franco
- Francesco Acquaroli como Francesco
- Gianluca Gobbi como comerciante del barrio
- Aniello Arena como comisario de policía

## Producción
En un principio el proyecto estaba previsto para el año 2006, pero el director Matteo Garrone estaba insatisfecho con el reparto y la locación. La filmación se llevó a cabo en el Villaggio Coppola, una fracción de Castel Volturno.

## Premios
| Organización                                     | Categoría                          | Ganadores y nominados                         | Resultado | Ref(s)               |
| ------------------------------------------------ | ---------------------------------- | --------------------------------------------- | --------- | -------------------- |
| Premios del Cine Europeo (2018)                  | Mejor película                     | Mejor película                                | Nominada  | [ 9 ] [ 10 ]         |
| Premios del Cine Europeo (2018)                  | Mejor director                     | Matteo Garrone                                | Nominado  | [ 9 ] [ 10 ]         |
| Premios del Cine Europeo (2018)                  | Mejor guion                        | Matteo Garrone Ugo Chiti Massimo Gaudioso     | Nominados | [ 9 ] [ 10 ]         |
| Premios del Cine Europeo (2018)                  | Mejor actor                        | Marcello Fonte                                | Ganador   | [ 9 ] [ 10 ]         |
| Premios del Cine Europeo (2018)                  | Mejor vestuario                    | Massimo Cantini Parrini                       | Ganador   | [ 9 ] [ 10 ]         |
| Premios del Cine Europeo (2018)                  | Mejor maquillaje                   | Dalia Colli Lorenzo Tamburini Daniela Tartari | Ganadores | [ 9 ] [ 10 ]         |
| Festival de Cannes (2018)                        | Palma de oro                       | Palma de oro                                  | Nominada  | [ 11 ] [ 12 ] [ 13 ] |
| Festival de Cannes (2018)                        | Mejor actor                        | Marcello Fonte                                | Ganador   | [ 11 ] [ 12 ] [ 13 ] |
| Festival de Cannes (2018)                        | Palm Dog                           | Reparto canino                                | Ganadores | [ 11 ] [ 12 ] [ 13 ] |
| Nastro d'argento (2018)                          | Mejor película                     | Mejor película                                | Ganadora  | [ 14 ] [ 15 ] [ 16 ] |
| Nastro d'argento (2018)                          | Mejor director                     | Matteo Garrone                                | Ganador   | [ 14 ] [ 15 ] [ 16 ] |
| Nastro d'argento (2018)                          | Mejor guion                        | Matteo Garrone Ugo Chiti Massimo Gaudioso     | Nominados | [ 14 ] [ 15 ] [ 16 ] |
| Nastro d'argento (2018)                          | Mejor productor                    | Matteo Garrone Paolo Del Brocco               | Ganadores | [ 14 ] [ 15 ] [ 16 ] |
| Nastro d'argento (2018)                          | Mejor actor                        | Marcello Fonte Edoardo Pesce                  | Ganadores | [ 14 ] [ 15 ] [ 16 ] |
| Nastro d'argento (2018)                          | Mejor montaje                      | Marco Spoletini                               | Ganador   | [ 14 ] [ 15 ] [ 16 ] |
| Nastro d'argento (2018)                          | Mejor escenografía                 | Dimitri Capuani                               | Ganador   | [ 14 ] [ 15 ] [ 16 ] |
| Nastro d'argento (2018)                          | Mejor vestuario                    | Massimo Cantini Parrini                       | Nominado  | [ 14 ] [ 15 ] [ 16 ] |
| Nastro d'argento (2018)                          | Mejor sonido                       | Maricetta Lombardo                            | Ganadora  | [ 14 ] [ 15 ] [ 16 ] |
| Nastro d'argento (2018)                          | Mejor director de casting          | Francesco Vedovati                            | Ganador   | [ 14 ] [ 15 ] [ 16 ] |
| Splendor Awards (2018)                           | Mejor director                     | Matteo Garrone                                | Ganador   | [ 17 ]               |
| Festival Internacional de Cine de Venecia (2018) | Premio Kinéo Pubblico & Crítica    | Premio Kinéo Pubblico & Crítica               | Ganadora  | [ 18 ]               |
| Premios BAFTA (2019)                             | Mejor película de habla no inglesa | Mejor película de habla no inglesa            | Nominada  | [ 19 ]               |
| Premios David di Donatello (2019)                | Mejor película                     | Mejor película                                | Ganadora  | [ 20 ] [ 21 ]        |
| Premios David di Donatello (2019)                | Mejor director                     | Matteo Garrone                                | Ganador   | [ 20 ] [ 21 ]        |
| Premios David di Donatello (2019)                | Mejor guion                        | Matteo Garrone Ugo Chiti Massimo Gaudioso     | Ganador   | [ 20 ] [ 21 ]        |
| Premios David di Donatello (2019)                | Mejor productor                    | Archimede Rai Cinema Le Pacte                 | Nominados | [ 20 ] [ 21 ]        |
| Premios David di Donatello (2019)                | Mejor actor protagonista           | Marcello Fonte                                | Nominado  | [ 20 ] [ 21 ]        |
| Premios David di Donatello (2019)                | Mejor actor de reparto             | Edoardo Pesce                                 | Ganador   | [ 20 ] [ 21 ]        |
| Premios David di Donatello (2019)                | Mejor fotografía                   | Nicolai Brüel                                 | Ganador   | [ 20 ] [ 21 ]        |
| Premios David di Donatello (2019)                | Mejor escenografía                 | Dimitri Capuani                               | Ganador   | [ 20 ] [ 21 ]        |
| Premios David di Donatello (2019)                | Mejor vestuario                    | Massimo Cantini Parrini                       | Nominado  | [ 20 ] [ 21 ]        |
| Premios David di Donatello (2019)                | Mejor maquillaje                   | Dalia Colli Lorenzo Tamburini                 | Ganadores | [ 20 ] [ 21 ]        |
| Premios David di Donatello (2019)                | Mejor peluquería                   | Daniela Tartari                               | Nominada  | [ 20 ] [ 21 ]        |
| Premios David di Donatello (2019)                | Mejor montaje                      | Marco Spoletini                               | Ganador   | [ 20 ] [ 21 ]        |
| Premios David di Donatello (2019)                | Mejor sonido                       | Maricetta Lombardo                            | Ganadora  | [ 20 ] [ 21 ]        |
| Premios David di Donatello (2019)                | Mejores efectos visuales           | Rodolfo Migliari                              | Nominado  | [ 20 ] [ 21 ]        |